# Springe
Springe é uma cidade da Alemanha localizada no distrito de Hanôver, estado de Baixa Saxônia.

## História
Springe foi mencionada pela primeira vez em 1013 como Hallerspringe. Em uma descrição das fronteiras da Diocese de Hildesheim a partir de uma transcrição sem data, mas que pode ser provada ser do século X por sua forma e conteúdo, Springe foi mencionada como Helereisprig. Os Condes de Hallermund ergueram um edifício semelhante a uma fortaleza no terreno que hoje é Springe após a perda de Burg Hallermund no Kleiner Deister para a Casa de Welf em 1282. Eles governaram seu condado a partir desta nova sede de poder, o que presumivelmente resultou no assentamento de Springe. A criação da sede do conde e a solidificação do local levaram, no século XIII, à necessidade de leis municipais. Durante a Idade Média, Springe foi a sede de longa data dos Túmulos de Hallermund e seus sucessores, uma linhagem lateral do Túmulo de Käfernburg. De sua área de governo, resultou o cargo de Springe e, após diferentes renomeações e expansões, o Kreis Springe foi formado em 1884.
No final do século X, aparecem as primeiras menções aos nomes das cidades que hoje pertencem a Springe e, no ano de 1300, todas as aldeias existentes foram nomeadas.
A fundação e o crescimento da área estão ligados à sua localização no Deister Gate, uma fronteira entre a pradaria e as montanhas, que é conveniente para o transporte no meio da rota entre Hanover e Hamelin. O desenvolvimento posterior resultou da construção da "calçada" do que hoje é a rodovia B217 no século 18 e com a conclusão da linha ferroviária entre Hanover e Altenbeken em 1872.
Houve um desenvolvimento constante em direção a uma cidade de médio porte após o fim da Primeira Guerra Mundial e ainda mais após o fim da Segunda Guerra Mundial (em 1933, a população era de 3 912). Até as reformas geográficas de 1974, Springe era a sede do condado de Springe. Depois disso, Springe pertenceu ao condado de Hanôver, que se tornou a atual região de Hanôver em 1 de novembro de 2001. Hoje, 13 000 residentes vivem no centro da cidade de Springe. Por causa das reformas no século 13, Eldagsen perdeu seus direitos como cidade e agora faz parte da cidade de Springe. Depois que os habitantes de Eldagsen protestaram, a cidade recuperou o título de "cidade" e agora tem o título oficial de "Cidade de Eldagsen, Parte da Cidade de Springe".

### Brasão de armas
O brasão de armas da cidade, de acordo com uma interpretação recente, representa as três nascentes do rio Haller, que começa perto da cidade, no sopé do Small Deister. Cada um dos três cantos do escudo contém uma rosa de cinco pétalas, que é o símbolo do escudo e do selo do Condado de Hallermund, que existiu a partir do século 12.

## Pessoas notáveis
- Heinrich Göbel (1818–1893), mecânico de precisão e inventor alemão-americano
- Hermann Gunkel (1862–1932), teólogo protestante
- Jakob Goldschmidt (1882–1955), banqueiro
- Herbert Ihering (1888–1977), dramaturgo, diretor de cinema, jornalista e crítico de teatro